# توموك (مغني ماليزي)
شاه إندراوان بن إسماعيل أو توموك هو ممثل ومغني ماليزي.

## روابط خارجية
توموك على موقع ميوزك برينز (الإنجليزية)
- توموك على موقع ميوزك برينز (الإنجليزية)
- توموك على موقع أول ميوزيك (الإنجليزية)